# Marianne Hilarides

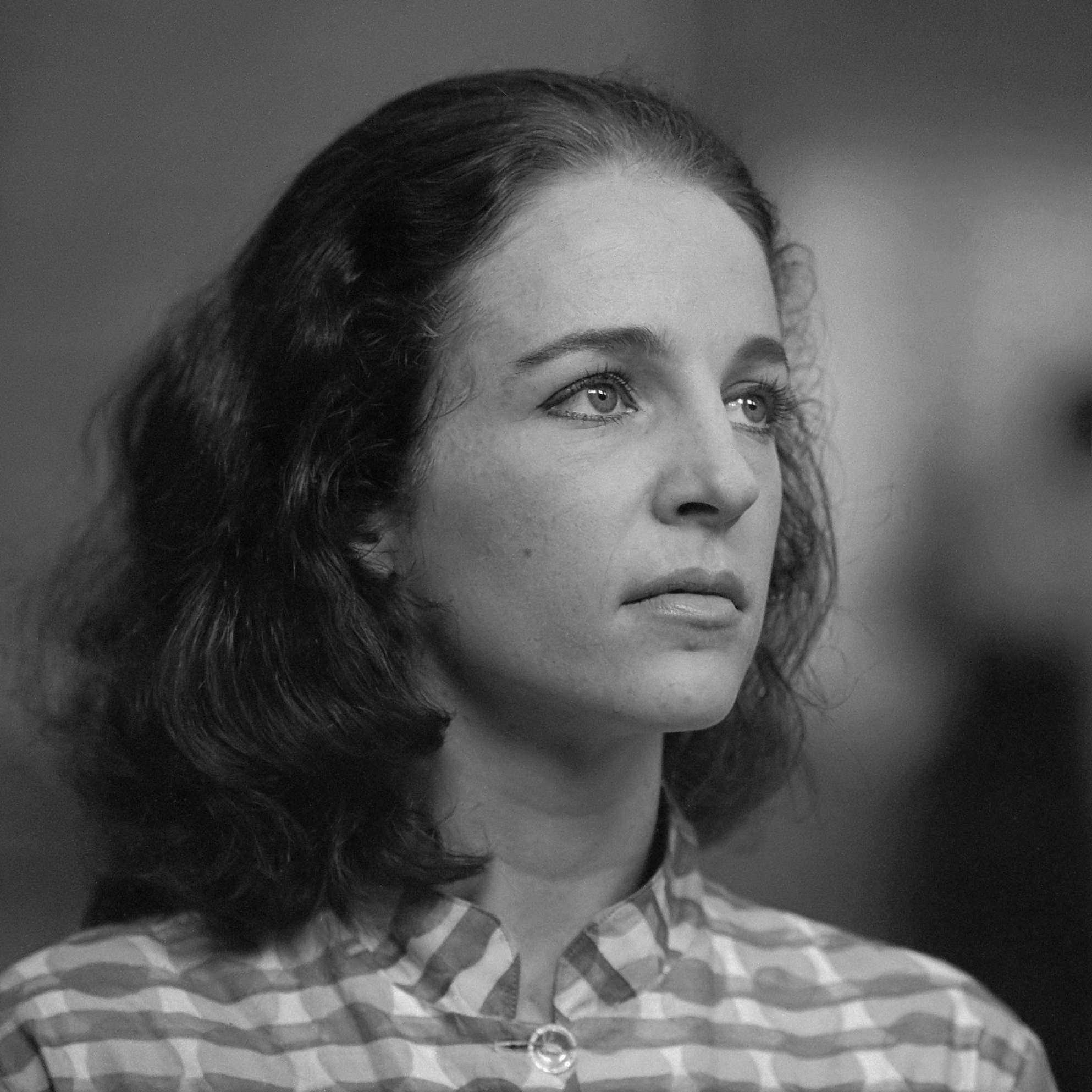
Marianne Hilarides in 1961

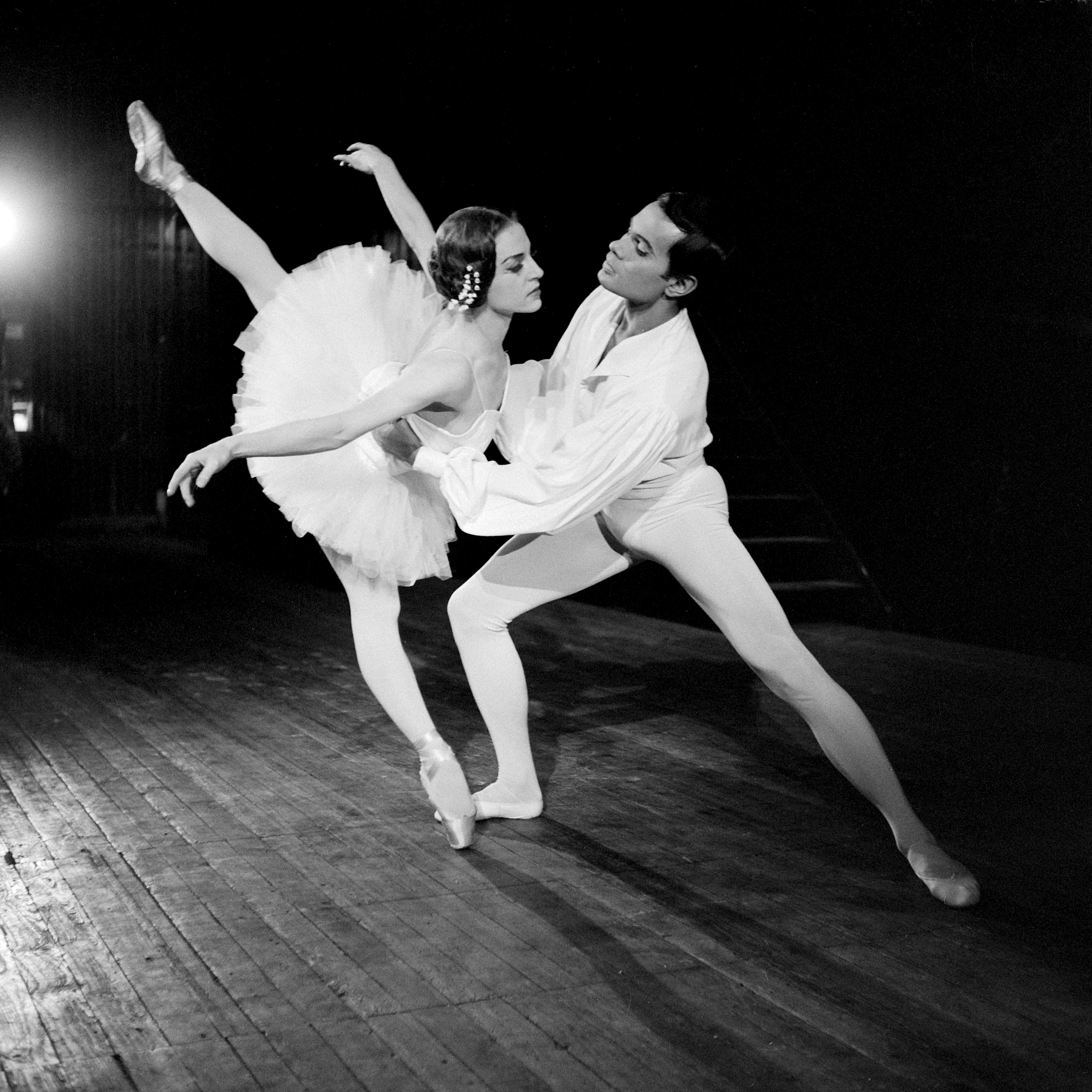
Marianne Hilarides (1960)

Marianne Hilarides, artiestennaam van Marianna Boedijn (Buitenzorg, 26 november 1933 – Amsterdam, 6 maart 2015), was een Nederlands balletdanseres. Ze wordt beschouwd als Nederlands eerste echte prima ballerina en was als eerste in Nederland in staat tot een technisch zuivere uitvoering van een pas de deux.

## Loopbaan
Hilarides werd geboren op Java, als dochter van de botanicus Karel Bernard Boedijn. Als tiener, inmiddels woonachtig in Nederland, werd ze ontdekt door Sonia Gaskell. Ze danste van 1949 tot 1954 bij Gaskells Ballet Recital, waar ze een koppel vormde met Jaap Flier. Vanaf 1954 danste ze achtereenvolgens bij de Weense Staatsopera, het Nederlands Ballet en het daarvan afgesplitste Nederlands Dans Theater. Op muziek van Benjamin Britten choreografeerde Hans van Manen in 1959 het stuk De maan in de trapeze voor Hilarides en Flier.
In 1960 vertrok Hilarides naar Monaco om zich aan te sluiten bij het Grand Ballet du Marquis de Cuevas. Een jaar later keerde ze terug naar Amsterdam om te gaan dansen bij het net opgerichte Het Nationale Ballet van haar vroegere leermeester Gaskell. In de jaren 60 werd het langzaam stiller rond Hilarides. In 1966 danste ze in Coppélia uitgevoerd door het Scapino Ballet. In 1968 vertrok ze definitief bij Het Nationale Ballet. In 1970 was ze een laatste keer te zien op de Nederlandse planken als gaste bij het Joegoslavische nationale ballet, waar ze danste met Jo Savino.
Hilarides overleed in 2015 op 81-jarige leeftijd na reeds enige tijd dementerend te zijn geweest.